# Windsor (Cornouailles)
Pour l’article homonyme, voir Windsor.
Windsor est un hameau dans les Cornouailles, Angleterre, Royaume-Uni. Il est situé à un demi-mile à l'est du village de Lansallos.